# 牛津 (阿拉巴马州)
牛津（英語：Oxford）是美国阿拉巴马州下属的一座城市。面积约为30.67平方英里（约合79.42平方公里）。根据2010年美国人口普查，该市有人口21,348人，人口密度为696.12/平方英里（约合268.8/平方公里）。